# Ostrakisme
Ostrakisme var i det antikke Grækenland en ordning, hvorved folkeforsamlingen kunne afgøre, om en person kunne udvises fra bystaten i ti år. Betegnelsen kommer af ostraka (potteskår), og henviser til, at navnet på den, man ønskede udvist, blev skrevet på potteskår og talt op. - Papyrus var i antikkens Grækenland importvare fra Egypten og alt for værdifuldt til at benyttes til det. 

## Ordningen og dens funktion
Mindst 6.000 stemmer skulle til, før vedtagelsen trådte i kraft overfor den uheldige. Hensigten med okstrakisme var at beskytte bystaten mod enkeltpersoner, der kunne mistænkes for at indføre et nyt tyranni. Landsforvisningen regnedes ikke som nogen straf, og den forudsatte ikke lovbrud. Den ostrakiserede beholdt sine ejendele, og efter de ti år kunne han frit vende tilbage til bystaten med æren i behold.
Den første, der blev ostrakiseret, var peisistratiden Hipparkhos. Kleisthenes får ofte skyld for at have indført ostrakiseringen; men hans reformer fandt sted tyve år før den første ostrakisering, og ordningen blev benyttet hurtigt efter, at den blev introduceret, så det er næppe tilfældet. Den sidste, der blev ramt, var demagogen Hyperbolos i 416 f.Kr.,
At Alkibiades undgik ostrakisering samme år ser ud til at have bidraget til, at ordningen i praksis blev nedlagt, selv om den aldrig blev formelt afskaffet. 
En anekdote belyser, hvor tilfældigt ordningen kunne virke for de berørte: Under afstemningen om udvisning af Aristides den Retfærdige, bad en analfabet, som ikke kendte Aristides, ham om at skrive for ham på potteskåret. Aristides spurgte ham, hvilket navn, han ønskede skrevet, og bonden svarede: "Aristides". Aristides skrev så sit eget navn, og spurgte ham derefter, hvad galt Aristides havde gjort ham. "Ikke spor," svarede bonden, "men jeg er led og ked af hele tiden at høre ham omtalt som "den Retfærdige"." 
Efter Hipparkhos blev følgende ostrakiseret:
I 487/6 f.Kr Megakles, søn af Hippokrates, og året efter Kallias fra Medien. I 485/4 f.Kr Xanthippos far til Perikles, og året efter Kallixenus, søn af Aristonymos. I 483/2 f.Kr Aristides den Retfærdige, og senere Themistokles. I 462/1 f.Kr. Kimon, søn af Miltiades, sejrherren fra slaget ved Marathon. I 461/0 f.Kr. Alkibiades, i 444/3 f.Kr. Thukydid og til sidst Hyperbolos, søn af Antifanes, dertil i et ukendt år Perikles' musiklærer Damon.

## Alternative ordninger
En tilsvarende ordning fandtes i Argos, Milet, Kyrene og Megara. Ordningen blev også benyttet i Syrakus, men her var træernes blade stemmesedler . Den fremgangsmåde kaldtes petalisme. 
Før og efter ordningen kunne både "de 500's råd" og folkeforsamlingen kontrollere enkeltpersoner, der var mistænkt for magtmisbrug, ved en retssag: eisangelia (af verbet eisangello, som betyder "at gå ind og kundgøre" - beslægtet med "engel"). Sager af denne type kunne føres enten ved at fremme et forslag i folkeforsamlingen, eller gennem en embedsmand. 
Allerede året efter ostrakiseringen af Hyperbolos indførtes et andet juridiske redskab, grafe paranomon. Anklagen kunne rettes mod en person, der havde fremmet et lovstridigt eller uhensigtsmæssigt forslag for folkeforsamlingen eller "de 500s råd". Ordningen syntes bedre egnet til at håndtere den politiske situation, hvor det ikke længere var enkeltpersoner ("tyranner"), der udgjorde den største trussel mod demokratiet, men oligarkisk sindede grupperinger. Deres magt kunne nemmere begrænses af en proces, der kunne gentages flere gange i årets løb. Under det oligarkiske kup i Athen i 411 f.Kr. var ophævelsen af grafe paranomon kupmagernes første greb, som igen banede vej for mere omfattende lovmæssige ændringer. Åbenbart fungerede ordningen godt som en beskyttelse for demokratiet. Men især i løbet af 300-tallet f.Kr. blev grafe paranomon omgået, ved at aristokraterne undlod selv at optræde som forslagsstillere, men betalte stråmænd for at fremme forslagene. 